# Ünnaste
Ünnaste – wieś w Estonii, w prowincji Parnawa, w gminie Vändra.